# أمريكا الشمالية
أَمْريكا الشَّمالِيَّة (ملاحظة 1) هي إحدى القارات التي تقع كاملة في نصف الكرة الأرضية الشمالي، ولكنها تمتد لكل من نصف الكرة الأرضية الغربي والشرقي. وتعدّ أيضاً شبه القارة الشمالية للأمريكتين. ويحدها من:
- الشمال: المحيط المتجمد الشمالي.
- الشرق: المحيط الأطلسي.
- الجنوب: أمريكا الجنوبية.
- الغرب: المحيط الهادئ.

تغطي أمريكا الشمالية مساحة قدرها حوالي 24,709,000 كيلو متر مربع (9,540,000 ميل مربع)، أي حوالي 4.8% من كوكب الأرض أو نحو 16.5% من مساحة أراضيها. بلغ عدد سكانها في شهر يوليو 2008 بحوالي 529 مليون نسمة. وهي ثالث أكبر قارة مساحةً بعد آسيا وإفريقيا، والرابعة من حيث عدد السكان بعد آسيا وإفريقيا وأوروبا.

## أصل التسمية

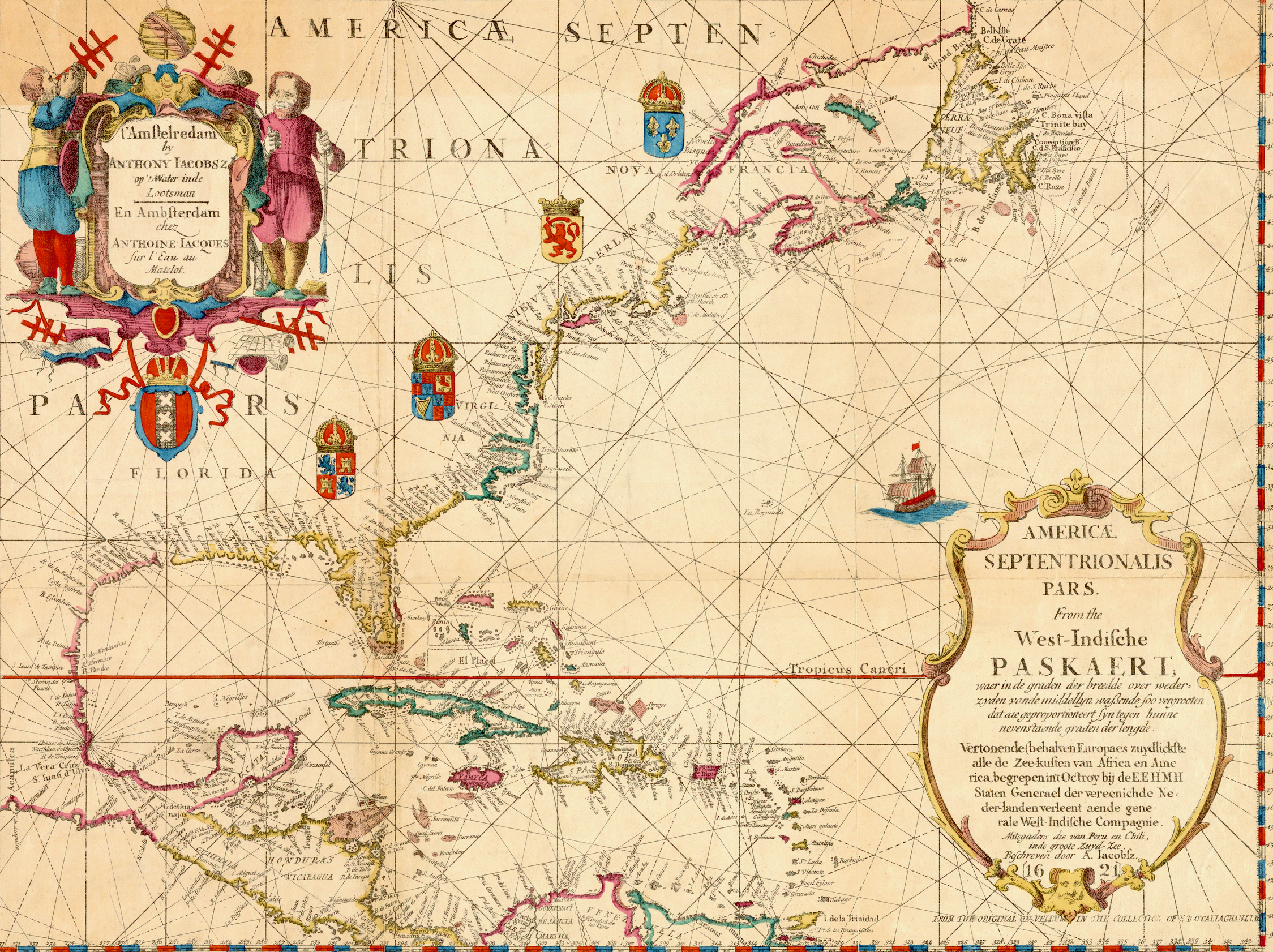
خريطة أمريكا الشمالية، من القرن 16.

أطلق على الأمريكتين هذا الاسم راسمي الخرائط الألمانيين مارتن فالدسميلر وماتياس رينغمان [الإنجليزية]  وذلك نسبة إلى المستكشف الإيطالي أمريكو فسبوتشي. فسبوتشي هو من اكتشف أمريكا الجنوبية وذلك بين عامي 1497 و 1502، وهو أول أوروبي يشير إلى أن أمريكا لم تكن جزر الهند الشرقية، ولكنها أراضي مختلفة لم يعرفها الأوروبيين من قبل. صمم فالدسميلر عام 1507 خريطة العالم، وقد وضع كلمة «أميركا» على قارة أميركا الجنوبية، في وسط ما يعرف اليوم بالبرازيل. وأوضح أن المبرر للاسم في كتاب مقدمة علم الخرائط (Cosmographiae Introductio)،: ab Americo inventore... quasi Americi terram sive Americam (من أمريكوس المكتشف... كما لو كانت أرض أمريكوس، وبالتالي أمريكا).
بالنسبة لفالدسيمولر، لا أحد يعترض على تسمية أرض بعد اكتشافها. وقد استخدم الاسم اللاتيني لفيسبوتشي (أمريكوس فيسبوتشي)، ولكن في شكل المؤنث من «أمريكا»، أسوة بالقارتين «أوروبا» و«آسيا».
لاحقاً، وعندما أضاف رسامو الخرائط الآخرين أمريكا الشمالية، ألحقوها بالاسم الأصلي كذلك. في 1538، استعمل جيراردوس مركاتور اسم أمريكا لكل نصف الكرة الأرضية الغربي على خرائطه.
هناك بعض الجدل في أن الاتفاق كان استخدام اللقب لتسمية الاكتشافات ويستثنى في ذلك الملوك وبالتالي الاشتقاق من الاسم «أمريكو فسبوتشي» يمكن أن يكون مشكلة. اقترح ريكاردو بالما (1949) أن اشتقاق الاسم من جبال أمريكو "Amerrique" في أمريكا الوسطى، وكان فسبوتشي أول من اكتشف أمريكا الجنوبية وجبال أمريكو في أمريكا الوسطى، التي تربط اكتشافاته باكتشافات كريستوفر كولومبس.
طرحت نظرية ألفريد هود عام 1908 وفيها أن تسمية القارات كانت بعد التاجر الويلزي، الذي يدعى ريتشارد أمريكا [الإنجليزية] من بريستول، الذي كان يمول رحلة جون كابوت الاستكشافية من إنجلترا إلى نيوفاوندلاند في عام 1497. تقدم الاعتقاد بأن مسمى أمريكا للبحارة الإسبانية المتعلق بالاسم القديم للقوطية أمريك 'Amairick'. ومعتقد آخر هو أن الاسم مأخوذ من لغة الأمريكان الأصليون.

## التعريف
تعترف الأمم المتحدة رسميا بأمريكا الشمالية أنها تشمل ثلاث مناطق هي: شمال أمريكا، أمريكا الوسطى، والكاريبي. وحدد ذلك رسميًا شعبة الإحصاءات في الأمم المتحدة.
«أمريكا الشمالية»، كمصطلح متميز عن «شمال أمريكا»، الذي يستثني أمريكا الوسطى، والتي قد تشمل المكسيك. وفي سياق اتفاقية التجارة الحرة لأمريكا الشمالية، يشمل المصطلح كندا والولايات المتحدة والمكسيك، وهي الدول الثلاث الموقعة على تلك المعاهدة.
وكان يشار إلى أمريكا الشمالية تاريخيًا بأسماء أخرى. وغالبًا ما يشار إلى أمريكا الشمالية الإسبانية (إسبانيا الجديدة) باسم أمريكا الشمالية، وكان هذا أول اسم رسمي يُطلق على المكسيك.

### البلدان والتبعيات

#### البلدان
| شعار | علم | البلد                    | العاصمة       | المساحة (كم2) | عدد السكان (2018) |
| ---- | --- | ------------------------ | ------------- | ------------- | ----------------- |
|      |     | أنتيغوا وباربودا         | سانت جونز     | 422           | 96,286            |
|      |     | جزر البهاما              | ناسو          | 13,943        | 385,637           |
|      |     | باربادوس                 | بريدج تاون    | 286,641       | 430               |
|      |     | بليز                     | بلموبان       | 22,966        | 383,071           |
|      |     | كندا                     | أوتاوا        | 9,984,670     | 37,064,562        |
|      |     | كوستاريكا                | سان خوسيه     | 51,100        | 4,999,441         |
|      |     | كوبا                     | هافانا        | 109,886       | 11,338,134        |
|      |     | دومينيكا                 | روسو          | 751           | 71,625            |
|      |     | جمهورية الدومنيكان       | سانتو دومينغو | 48,671        | 10,627,141        |
|      |     | السلفادور                | سان سلفادور   | 21,041        | 6,420,746         |
|      |     | غرينادا                  | سانت جورج     | 344           | 111,454           |
|      |     | غواتيمالا                | غواتيمالا     | 108,889       | 17,247,849        |
|      |     | هايتي                    | بورت أو برانس | 27,750        | 11,123,178        |
|      |     | هندوراس                  | تيغوسيغالبا   | 112,492       | 9,587,522         |
|      |     | جامايكا                  | كينغستون      | 10,991        | 2,827,695         |
|      |     | المكسيك                  | مكسيكو        | 1,964,375     | 126,190,788       |
|      |     | نيكاراغوا                | ماناغوا       | 130,373       | 6,465,501         |
|      |     | بنما                     | بنما          | 75,417        | 4,176,869         |
|      |     | سانت كيتس ونيفيس         | باستير        | 261           | 52,441            |
|      |     | سانت لوسيا               | كاستريس       | 181,889       | 539               |
|      |     | سانت فنسنت وجزر غرينادين | كينغستاون     | 110,211       | 389               |
|      |     | ترينيداد وتوباغو         | بورت أوف سبين | 5,130         | 1,389,843         |
|      |     | الولايات المتحدة         | واشنطن        | 9,629,091     | 327,096,265       |

#### التبعيات
| شعار             | علم          | البلد                        | العاصمة       | المساحة (كم2) | عدد السكان (2018) | التبعية          |
| ---------------- | ------------ | ---------------------------- | ------------- | ------------- | ----------------- | ---------------- |
|                  |              | أنغويلا                      | ذا فالي       | 91            | 14,731            | المملكة المتحدة  |
|                  |              | برمودا                       | هاملتون       | 54            | 62,756            | المملكة المتحدة  |
|                  |              | جزر العذراء البريطانية       | رود تاون      | 151           | 29,802            | المملكة المتحدة  |
|                  |              | جزر كايمان                   | جورج تاون     | 264           | 64,174            | المملكة المتحدة  |
|                  |              | مونتسرات                     | بليموث، بريدز | 102           | 4,993             | المملكة المتحدة  |
|                  |              | جزر توركس وكايكوس            | كوكبورن تاون  | 948           | 37,665            | المملكة المتحدة  |
|                  |              | أروبا                        | أورانجيستاد   | 180           | 105,845           | هولندا           |
|                  |              | بونير                        | كرالينديك     | 294           | 12,093            | هولندا           |
|                  |              | كوراساو                      | ويلمستاد      | 444           | 162,752           | هولندا           |
|                  |              | سابا                         | ذي بوتوم      | 13            | 1,537             | هولندا           |
|                  |              | سينت أوستاتيوس               | أورانياستاد   | 21            | 2,739             | هولندا           |
|                  |              | سينت مارتن                   | فيليبسبورج    | 34            | 41,940            | هولندا           |
|                  |              | التبعيات الفيدرالية لفنزويلا | جران روكي     | 342           | 2,155             | فنزويلا          |
|                  |              | نويفا إسبارتا                | لا أسونسيون   | 1,151         | 491,610           | فنزويلا          |
|                  |              | أرخبيل سان أندريس            | سان أندريس    | 53            | 77,701            | كولومبيا         |
|                  |              | جزيرة كليبرتون               | -             | 6             | 0                 | فرنسا            |
| جوادلوب          | باستير       | 1,628                        | 399,848       |               |                   | فرنسا            |
| مارتينيك         | فور دو فرانس | 1,128                        | 375,673       |               |                   | فرنسا            |
| سانت بارتيليمي   | غوستافيا     | 21                           | 7,448         |               |                   | فرنسا            |
| سانت مارتن       | ماريجوت      | 54                           | 29,820        |               |                   | فرنسا            |
| سان بيير وميكلون | سان بير      | 424                          | 5,849         |               |                   | فرنسا            |
|                  |              | بورتوريكو                    | سان خوان      | 8,870         | 3,039,596         | الولايات المتحدة |
|                  |              | جزر العذراء الأمريكية        | شارلوت أمالي  | 347           | 104,680           | الولايات المتحدة |
|                  |              | جرينلاند                     | نوك           | 2,166,086     | 56,564            | الدنمارك         |

## التاريخ

### التاريخ الجيولوجي
تعدّ أمريكا الشمالية هي مصدر للكثير مما يعرفه البشر حول الفترات الزمنية الجيولوجية. كانت المنطقة الجغرافية التي أصبحت في الزمن الحالي الولايات المتحدة أكثر من أي بلد آخر حديث لمصادر تنوع الديناصورات المختلفة. ووفقاً لعالم المتحجرات والأحياء القديمة بيتر دودسون فإن السبب الرئيسي لهذا هو طبقات الأرض، المناخ والجغرافيا، الموارد البشرية، والتاريخ. وفي الحقبة الوسطى تعرضت الهضاب والتلال لعوامل التعرية في العديد من المناطق القاحلة التي في القارة. وأبرز ما في أواخر العصر الجوراسي هي أن الديناصور الحاملة نقلت الرواسب الأحفورية في أميركا الشمالية مما شكلت صخور موريسون الرسوبية التي في غرب الولايات المتحدة.

### ما قبل التاريخ
للعلماء عدة نظريات لأصول السكان الأوائل (هنود العصر الحجري) في أمريكا الشمالية. عند الأمريكان الأصليون في أمريكا الشمالية كثير أساطير الخلق، التي يؤكدون فيها أنهم كانوا موجودين على الأرض منذ إنشائها.
كانت النظرية التقليدية هي أن الصيادين دخلوا جسر بيرينج البري بين شرق سيبيريا وألاسكا الحالية من 27000 إلى 14000 سنة مضت. ووجهة النظر هي أن السكان الأمريكيين الأوائل أبحروا من بيرنجيا منذ حوالي 13000 عام، واستوطنوا الأمريكتين خلال نهاية العصر الجليدي الأخير، منذ حوالي 12500 عام. يرجع تاريخ أقدم النقوش الصخرية في أمريكا الشمالية من 15000 إلى 10000 سنة قبل الوقت الحاضر. وتشير البحوث الوراثية إلى حدوث موجات إضافية من الهجرة من آسيا عبر مضيق بيرينغ خلال العصر الهولوسيني.

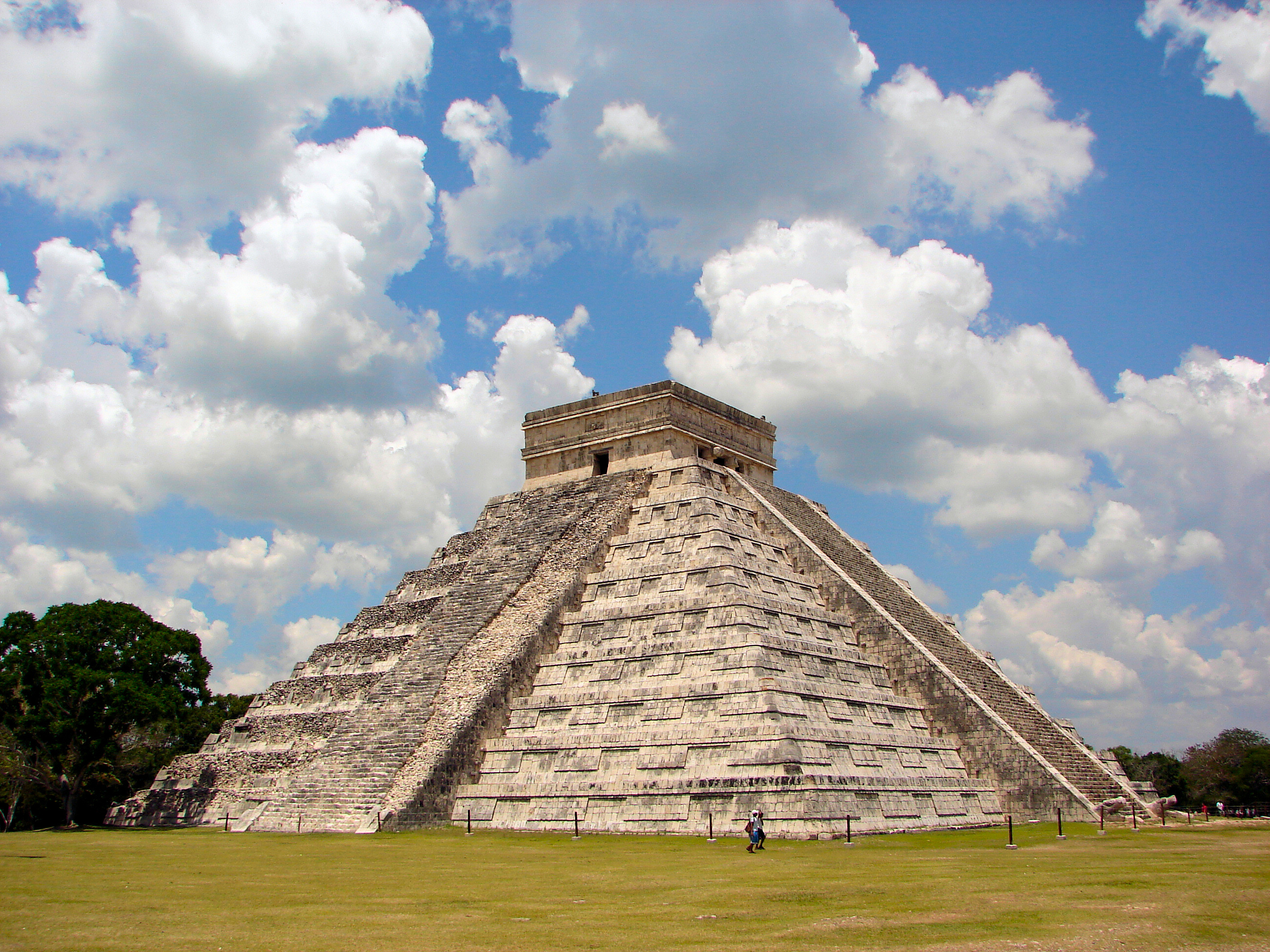
هرم تشيتشن إيتزا أحد أهم الاثار التي تركتها حضارة المايا

### ما قبل كولومبوس
قبل الاتصال بالأوروبيين، تم تقسيم الشعوب الأصلية في أمريكا الشمالية إلى العديد من الأنظمة السياسية المختلفة، من مجموعات صغيرة من بضع إلى إمبراطوريات كبيرة. عاشوا في العديد من مناطق التي تصلح لزراعة، قامت المجتمعات بتكييف استراتيجياتها المعيشية مع أوطانها. وشهدت الفترة القديمة في الأمريكتين بيئة متغيرة تتميز بمناخ أكثر دفئًا وأكثر جفافاً واختفاء آخر الحيوانات الضخمة. وكانت غالبية المجموعات السكانية في ذلك الوقت لا تزال تنطلق بشكل كبير من الصيد. استمرت العديد من المجموعات في صيد الطرائد الكبيرة، لكن تقاليدهم في الصيد أصبحت أكثر تنوعًا.
ظهرت حضارة أدنا (800 ق.م – 700 ق.م) في وادي نهر المسيسبي ثم ظهرت بعدها حضارة هوبول (400 ق.م – 400م) في الجانب الشرقي منه بجنوب شرق أمريكا الشمالية. وكلا الحضارتين كانتا متماثلتين. وشهد غرب الولايات المتحدة حضارة صناع السلال (100ق م –100م.). وكانت البيوت وقتها من غرفة واحدة من الطبن وبقايا الشجر. وكانوا يعيشون بالكهوف أو يدفنون موتاهم بها. وكانوا يعيشون علي صيد الغزلان والسناجب والأرانب أو الكلاب البرية. وكانوا يصنعون الحقائب والصنادل من ألياف النباتات. ثم بعد سنة 700ق.م. بنوا البيوت من الحجارة ونسجوا القطن. كما ظهرت حضارة النحاس وحضارة الصيادين بالبر والبحر ولاسيما حول البحيرات الكبري بكندا والولايات المتحدة الأمريكية. ظهرت بأمريكا الشمالية حضارة النحاس وحضارة الصيادين بالبر والبحر ولاسيما حول البحيرات الكبرى بكندا والولايات المتحدة الأمريكية. وكانوا بصنعون من النحاس آلاتهم بطرقه ساخنًا أو باردًا. لكنهم لم يعرفوا طريقة صهره ولا كيفية صبه في القوالب كما كان متبعاً في العالم القديم منذ سنة 1500 ق.م. وفي المنطقة القطبية الشمالية مارسوا صيد الأسماك والحيوانات. وحول نهر إلينوي ترك الهنود الشماليون آثارهم التي يرجع تاريخها ما بين سنة 3500 ق م و250م وهي عبارة عن سكاكين عظمية وأنسجة قطنية سميكة.
وظهرت الزراعة أولاً في منطقتين في أمريكا الشمالية: وودلاندز الشرقية وأمريكا الوسطى. كانت المجموعات الثقافية في الجنوب في أمريكا الشمالية مسؤولة عن تدجين العديد من المحاصيل الشائعة المستخدمة الآن في جميع أنحاء العالم، مثل الطماطم والكوسا. ولعل الأهم من ذلك أنهم قاموا بتدجين أحد أهم المحاصيل الغذائية في العالم، وهو الذرة.
ونتيجة لتطور الزراعة في الجنوب، تم إحراز العديد من التطورات الثقافية الهامة هناك. على سبيل المثال، طورت حضارة المايا نظامًا للكتابة، وبنت أهرامات ضخمة، وكان لها تقويم خاص. كانت ثقافة المايا لا تزال موجودة عندما وصل الأسبان إلى أمريكا الوسطى، لكن الهيمنة السياسية في المنطقة انتقلت شمالًا إلى إمبراطورية الأزتك.

وفي جنوب غرب أمريكا الشمالية، كانت مجتمعات هوهوكام وبويبلو منخرطة في الإنتاج الزراعي مع الري بالقنوات المائية وحياة القرية المستقرة لمدة ألفي عام على الأقل قبل وصول الإسبان في أربعينيات القرن الخامس عشر. وعند وصول الأوروبيين إلى «العالم الجديد»، تغيرت ثقافة الشعوب الأصلية بشكل جذري. حيث انقرضت العديد من المجموعات اللغوية. لم تكن الأسماء والثقافات التي استخدمها السكان الأصليين هي نفسها تلك التي استخدموها قبل بضعة أجيال أو تلك المستخدمة اليوم.

إستعمار أمريكا الشمالية

### الإستعمار
خلال عصر الاستكشاف، استكشف الأوروبيون أمريكا الشمالية. عند وصولهم إلى «العالم الجديد»، انخفض عدد السكان الأمريكيين الأصليين بشكل كبير، بسبب الصراعات العنيفة مع الغزاة وإدخال الأمراض الأوروبية التي كان الأمريكيون الأصليون يفتقرون إلى المناعة ضدها. وتغيرت الثقافة الأصلية بشكل جذري وتغير انتمائهم إلى الجماعات السياسية والثقافية أيضًا. ماتت عدة مجموعات لغوية، وتغيرت مجموعات أخرى بسرعة كبيرة.
في عام 1513، زار خوان بونس دي ليون، الذي رافق رحلة كولومبوس الثانية، وأطلق عليها اسم لا فلوريدا. وفي أواخر القرن الثامن عشر وأوائل القرن التاسع عشر، انتشرت حركات الاستقلال في جميع أنحاء القارة، مما أدى إلى تأسيس الدول الحديثة في المنطقة. وأعلنت المستعمرات البريطانية الثلاث عشرة الواقعة على ساحل المحيط الأطلسي الشمالي استقلالها عام 1776، لتصبح الولايات المتحدة أول الدول المستقلة. ثم تم تشكيل كندا من توحيد المناطق الشمالية التي تسيطر عليها بريطانيا وفرنسا. أعلنت إسبانيا الجديدة، وهي منطقة امتدت من جنوب الولايات المتحدة الحديثة إلى أمريكا الوسطى، الاستقلال في عام 1810، لتصبح الإمبراطورية المكسيكية الأولى. وفي عام 1823، أصبحت غواتيمالا، التي كانت آنذاك جزءًا من الإمبراطورية المكسيكية، أول دولة مستقلة في أمريكا الوسطى، وغيرت اسمها رسميًا إلى المقاطعات المتحدة في أمريكا الوسطى.
أدى أكثر من ثلاثة عقود من العمل في قناة بنما إلى ربط مياه المحيط الأطلسي والمحيط الهادئ في عام 1913، مما جعل أمريكا الشمالية قارة منفصلة.

## الجغرافيا

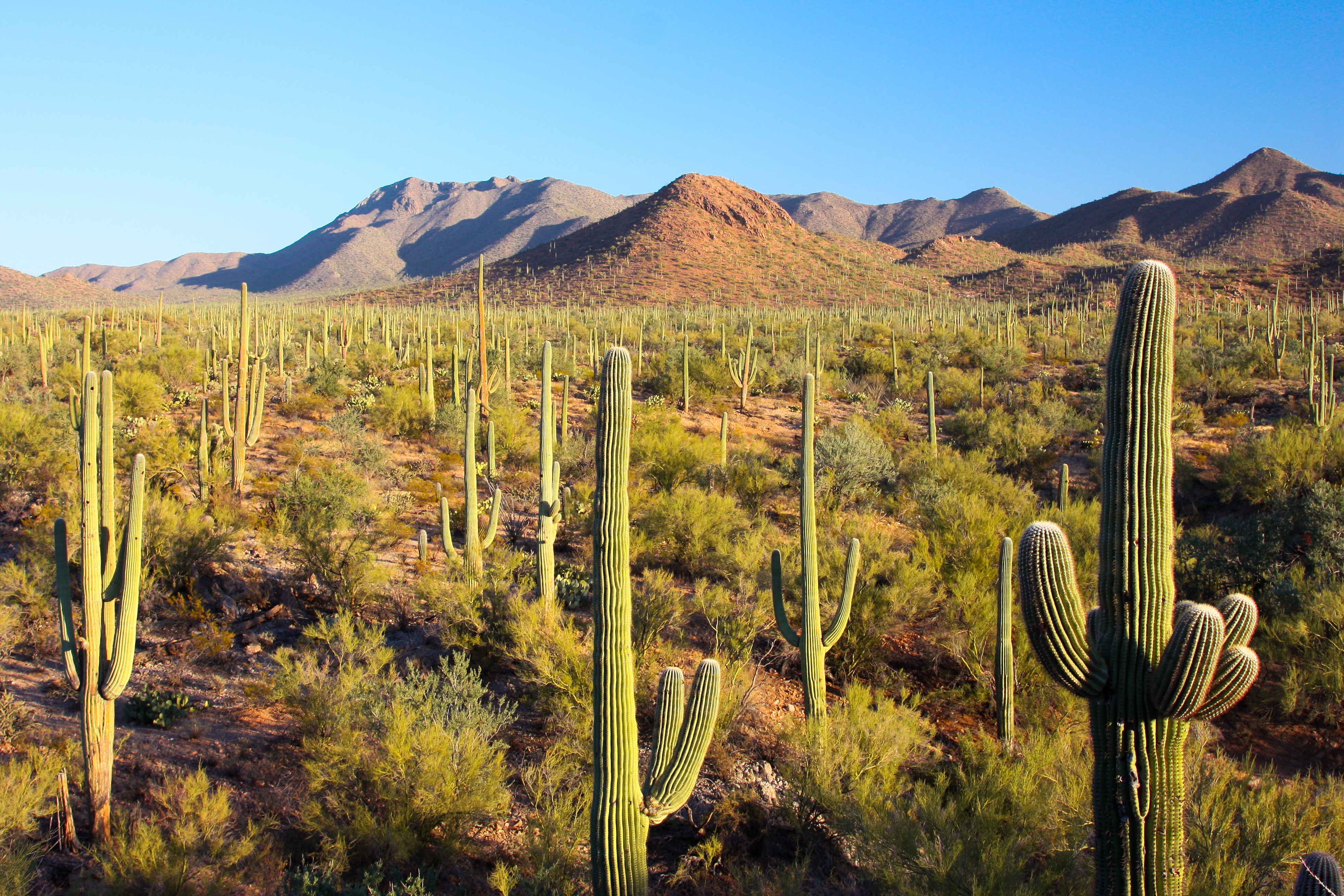
صحراء سونوران في ولاية أريزونا

تحتل أمريكا الشمالية الجزء الشمالي من اليابسة الذي يشار إليه عمومًا بالعالم الجديد، أو الأمريكتين، أو ببساطة أمريكا (والتي تعتبر، في العديد من البلدان، قارة واحدة  مع أمريكا الشمالية كشبه قارة). أمريكا الشمالية هي ثالث أكبر قارة من حيث المساحة بعد آسيا وأفريقيا. والاتصال البري الوحيد لأمريكا الشمالية بأمريكا الجنوبية في برزخ بنما وتم تحديد حدود القارة على طول الحدود بين كولومبيا وبنما، مما يضع كل بنما تقريبًا داخل أمريكا الشمالية.وبدلاً من ذلك، حدد بعض الجيولوجيين من الناحية الفيزيوجرافية حدها الجنوبي عند برزخ تيهوانتيبيك بالمكسيك. وتعتبر جزر الكاريبي، أو جزر الهند الغربية، جزءًا من أمريكا الشمالية. والساحل القاري طويل وغير منتظم. ويعتبر في خليج المكسيك أكبر مسطح مائي في القارة، يليه خليج هدسون..
هناك العديد من الجزر قبالة سواحل القارة.مثل: أرخبيل القطب الشمالي، وجزر البهاما، جزر تركس وكايكوس، وجزر الأنتيل الكبرى والصغرى، وجزر ألوشيان، والعديد من ألاف الجزر على ساحل كولومبيا البريطانية، ونيو فاوندلاند. وجزيرة جرينلاند.
الغالبية العظمى من أمريكا الشمالية على لوحة أمريكا الشمالية. ولكن أجزاء من غرب المكسيك، بما في ذلك ولاية باجا كاليفورنيا، وكاليفورنيا، تقع على الحافة الشرقية لصفيحة المحيط الهادئ، على طول صدع سان أندرياس. والجزء الجنوبي من القارة، والكثير من جزر الهند الغربية على لوحة البحر الكاريبي، في حين أن صفيحتي خوان دي فوكا وكوكوس تشكلان حدود صفيحة أمريكا الشمالية الغربية.

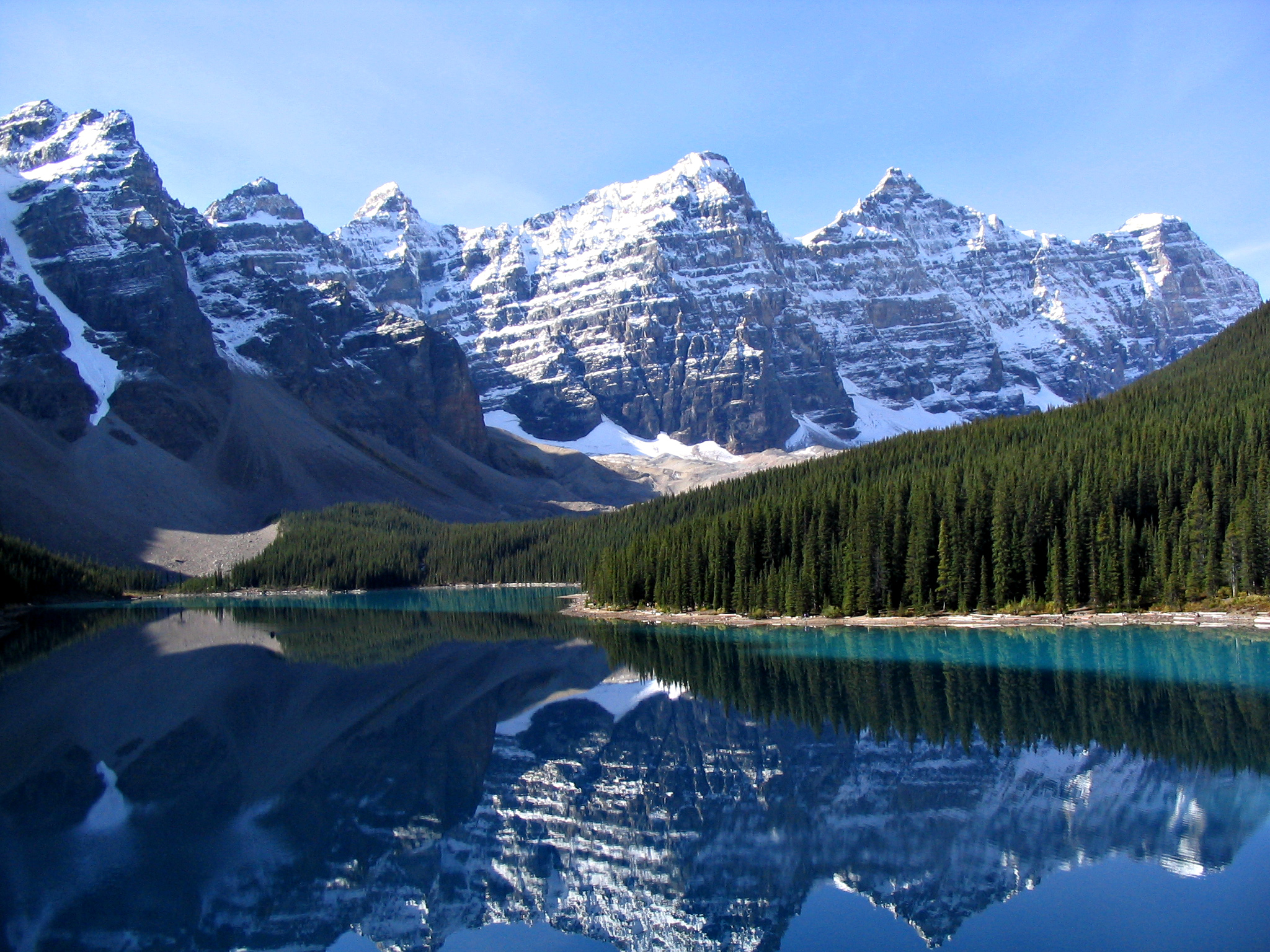
بحيرة مورين في حديقة بانف الوطنية

### الجيولوجيا
لورنشيا هي عبارة عن كراتون تشكل النواة الجيولوجية لأمريكا الشمالية؛ تشكلت منذ ما يقارب 1.5 و 1.0 مليار سنة خلال دهر الطلائع. ومن أواخر عصر الحياة القديمة إلى العصور الوسطى المبكرة، انضمت أمريكا الشمالية إلى القارات الأخرى لتصبح جزءاً من قارة بانجيا، وكانت إحدى نتائج الإندماج مع بانجيا هي تكوين جبال الآبالاش التي تشكلت منذ حوالي 480 مليون سنة، مما يجعلها من بين أقدم سلاسل الجبال في العالم. وعندما بدأت بانجيا في الانقسام منذ حوالي 200 مليون سنة، أصبحت أمريكا الشمالية جزءًا من لوراسيا، وانفصلت عن لوراسيا كقارة خاصة بها خلال منتصف العصر الطباشيري. وبدأت جبال روكي وغيرها من سلاسل الجبال الغربية بالتشكل في هذا الوقت تقريبًا من في فترة ما بين 80 و 55 مليون سنة مضت. وتشكل برزخ بنما الذي يربط القارة مع أمريكا الجنوبية منذ ما يقرب من 12 إلى 15 مليون سنة مضت.

#### جيولوجيا كندا
من الناحية الجيولوجية، تعد كندا واحدة من أقدم المناطق في العالم، حيث يتكون أكثر من نصف المنطقة من صخور ما قبل الكمبري التي كانت فوق مستوى سطح البحر منذ بداية عصر الحياة القديمة. الموارد المعدنية في كندا متنوعة وواسعة النطاق. ففي الدرع الكندي وفي الشمال هناك كميات كبيرة من الحديد والنيكل والزنك والنحاس والذهب والرصاص والموليبدينوم واليورانيوم. وفي جميع أنحاء الدرع توجد العديد من مدن للتعدين. أكبرها وأشهرها غريتر سودبوري، أونتاريو.

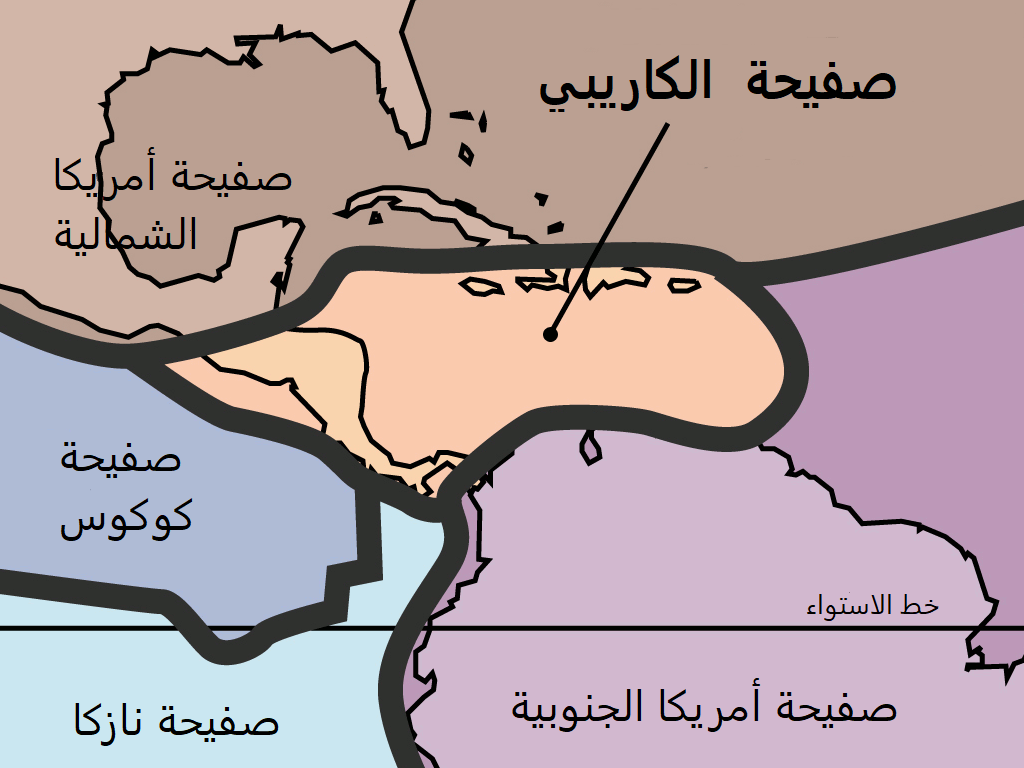
صفيحة الكاريبي بالون البرتقالي

#### جيولوجيا أمريكا الوسطى
أمريكا الوسطى نشطة جيولوجيًا مع الانفجارات البركانية والزلازل التي تحدث من وقت لآخر. ففي عام 1976 تعرضت غواتيمالا لزلزال قوي أدى إلى مقتل 23000 شخص. وتعرضت ماناغوا، عاصمة نيكاراغوا، للدمار بسبب الزلازل في عامي 1931 و 1972، وقتل آخرها حوالي 5000 شخص؛ ودمرت ثلاثة زلازل السلفادور، واحد في عام 1986 واثنان في عام 2001 ؛ دمر زلزال واحد شمال ووسط كوستاريكا في عام 2009، مما أسفر عن مقتل 34 شخصًا على الأقل؛ وفي هندوراس قتل زلزال قوي سبعة أشخاص في عام 2009. والانفجارات البركانية شائعة في المنطقة. ففي عام 1968، ثار بركان أرينال في كوستاريكا وقتل 87 شخصًا.

خريطة أمريكا الشمالية حسب تصنيف كوبن للمناخ

### المناخ
أمريكا الشمالية قارة كبيرة جدا حيث يقع جزئها الشمالي في الدائرة القطبية الشمالية، ويمر مدار السرطان على جنوبها. فجرينلاند، إلى جانب الدرع الكندي، عبارة عن تندرا بمتوسط درجات حرارة تتراوح من 10 إلى 20 درجة مئوية (50 إلى 68 درجة فهرنهايت)، لكن وسط جرينلاند يتكون من طبقة جليدية كبيرة جدًا. وتشع هذه التندرا في جميع أنحاء كندا، ولكن تنتهي حدودها بالقرب من جبال روكي، وفي نهاية الدرع الكندي، بالقرب من البحيرات العظمى. يوصف المناخ غرب البحيرات بأنه طقس معتدل بمتوسط هطول 20 بوصة (510 ملم). ويوصف المناخ في كاليفورنيا الساحلية بأنه متوسطي، حيث يتراوح متوسط درجات الحرارة في مدن مثل سان فرانسيسكو من 14 إلى 21 درجة مئوية (57 إلى 70 درجة فهرنهايت) على مدار العام.
ويتميز المنطقة التي تمتد من الساحل الشرقي إلى شرق داكوتا الشمالية، وإلى كانساس، بمناخ قاري رطب، مع كمية كبيرة من الأمطار السنوية، مع أماكن مثل مدينة نيويورك بمتوسط 50 بوصة (1300 ملم). يبدأ المناخ شبه الإستوائي من الحدود الجنوبية للمناخ القاري الرطب إلى خليج المكسيك. وتحتوي هذه المنطقة على أكثر المدن رطوبة في الولايات المتحدة مثل موبايل، ألاباما. مع هطول سنوي يصل إلى 67 بوصة (1700 ملم).
وتمتد من حدود المناخات القارية الرطبة وشبه الاستوائية، وتتجه غربًا إلى شلالات سييرا نيفادا، جنوبًا إلى الطرف الجنوبي من دورانجو، شمالًا إلى الحدود مع مناخ التندرا، مناخ السهوب هو المناخ الأكثر جفافاً في الولايات المتحدة  ويكون مناخ وسط المكسيك وغواتيمالا، مناخ مداري.

## الديموغرافيا

اللغات الأصلية في الولايات المتحدة وكندا وجرينلاند

### اللغات
اللغات السائدة في أمريكا الشمالية هي الإنجليزية والإسبانية والفرنسية. وتنتشر اللغة الدنماركية في جرينلاند إلى جانب اللغة الجرينلاندية، ويتم التحدث باللغة الهولندية جنبًا إلى جنب مع اللغات المحلية في جزر الأنتيل الهولندية. يستخدم المصطلح الأنجلو أمريكا للإشارة إلى البلدان الناطقة بالإنجليزية في الأمريكتين: أي كندا (حيث تشارك الإنجليزية والفرنسية في المسئولية) والولايات المتحدة، ولكن أيضًا في بعض الأحيان بليز وأجزاء من المناطق المدارية، وخاصة الكومنولث الكاريبي. ويشير أمريكا اللاتينية إلى المناطق الأخرى في الأمريكتين (جنوب الولايات المتحدة بشكل عام) حيث اللغات الرومانسية المشتقة من اللاتينية والإسبانية والبرتغالية (ولكن لا يتم تضمين البلدان الناطقة بالفرنسية عادةً)
ولعبت اللغة الفرنسية تاريخيًا دورًا مهمًا في أمريكا الشمالية وتحتفظ الآن بحضور مميز في بعض المناطق. ففي كندا اللغة الفرنسية هي اللغة الرسمية في مقاطعة كيبيك، حيث يتحدث بها 95٪ من الناس بها كلغتهم الأولى أو الثانية، وهي رسمية مشتركة مع اللغة الإنجليزية في مقاطعة نيو برونزويك. ومقاطعة أونتاريو (اللغة الرسمية هي اللغة الإنجليزية، ولكن هناك ما يقدر بنحو 600,000 الفرنسية أونتاريو)، مقاطعة مانيتوبا، وجزر الهند الغربية الفرنسية وسان بيير وميكلون، وكذلك ولاية لويزيانا الأمريكية، حيث تعد اللغة الفرنسية هي أيضًا لغة رسمية. وتم تضمين هايتي في هذه المجموعة على أساس الارتباط التاريخي لكن الهايتيين يتحدثون لغة الكريول والفرنسية. ويتم التحدث باللغة الفرنسية في سانت لوسيا ودومينيكا إلى جانب اللغة الإنجليزية.
ويتم التحدث بعدد كبير من لغات السكان الأصليين في أمريكا الشمالية، حيث يتحدث 372,000 شخصًا في الولايات المتحدة إحدى لغات السكان الأصليين، وحوالي 225,000 في كندا وحوالي 6 ملايين في المكسيك. وفي الولايات المتحدة وكندا، هناك ما يقرب من 150 لغة أصلية باقية من 300 لغة تم التحدث بها قبل الاتصال الأوروبي.

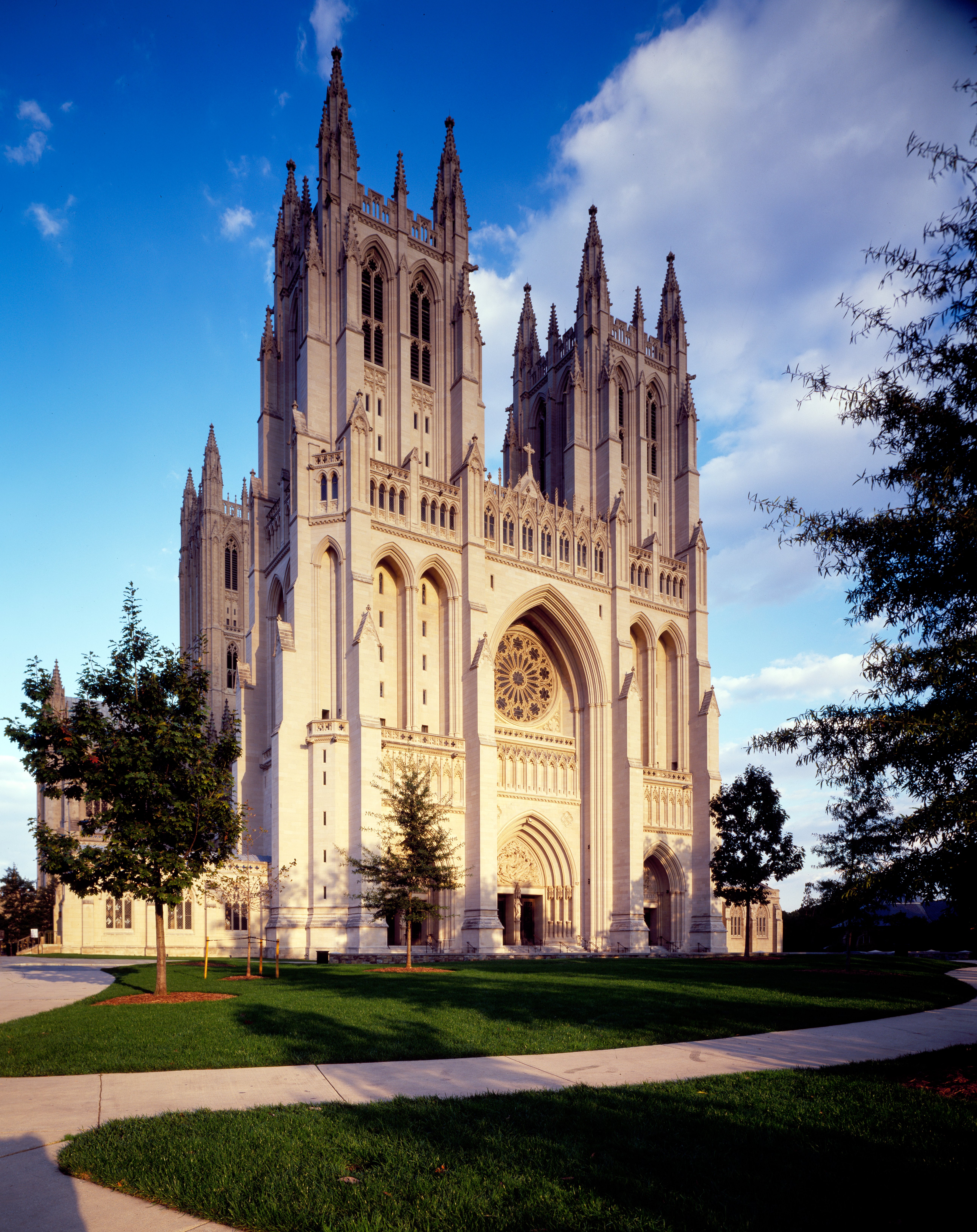
كاتدرائية واشنطن الوطنية، في واشنطن العاصمة.

### الأديان
المسيحية هي أكبر ديانة في الولايات المتحدة وكندا والمكسيك. وفقًا لمسح أجراه مركز بيو للأبحاث عام 2012، يعتبر 77 ٪ من سكان الدول الثلاثة أنفسهم مسيحيين. والمسيحية هي أيضًا الديانة السائدة في 23 منطقة تابعة لأمريكا الشمالية. ويوجد في الولايات المتحدة أكبر عدد من المسيحيين في العالم، مع ما يقرب من 247 مليون مسيحي (70٪)، والمكسيك لديها ثاني أكبر عدد من الكاثوليك في العالم، ولا تتفوق عليها سوى البرازيل.
ووفقا لنفس الدراسة يشكل غير المنتمين لديانة نحو 17٪ من سكان كندا والولايات المتحدة. ويشكل الذين لا دين لهم حوالي 24٪ من سكان الولايات المتحدة، و 24٪ من إجمالي سكان كندا.
ولدى كندا والولايات المتحدة الأمريكية والمكسيك 6 ملايين يهودي أو نحو 1.8٪،  و3.8 مليون بوذي أو 1.1٪  و3.4 مليون مسلم أو 1.0٪. ويمكن العثور على أكبر عدد من اليهود في الولايات المتحدة (5.4 مليون)، كندا 375,000  والمكسيك 67,476. وتستضيف الولايات المتحدة أكبر عدد من المسلمين في أمريكا الشمالية بواقع 2.7 مليون أو 0.9٪، بينما تستضيف كندا حوالي مليون مسلم أو 3.2٪ من السكان. بينما في المكسيك كان هناك 3700 مسلم في البلاد. وفي عام 2012، قدرت يوتا سان دييغو ممارسي البوذية في الولايات المتحدة بـ 1.2 مليون شخص، 40٪ منهم يعيشون في جنوب كاليفورنيا.
والديانة السائدة في أمريكا الوسطى هي المسيحية (96٪). ودخلت المسيحية مع بداية الاستعمار الإسباني لأمريكا الوسطى في القرن السادس عشر، أصبحت الكاثوليكية الرومانية هي الأكثر شعبية في المنطقة. ومنذ الستينيات، كانت هناك زيادة في الجماعات المسيحية الأخر، ولا سيما البروتستانتية. كما أن المسيحية هي الديانة السائدة في منطقة البحر الكاريبي (85٪).

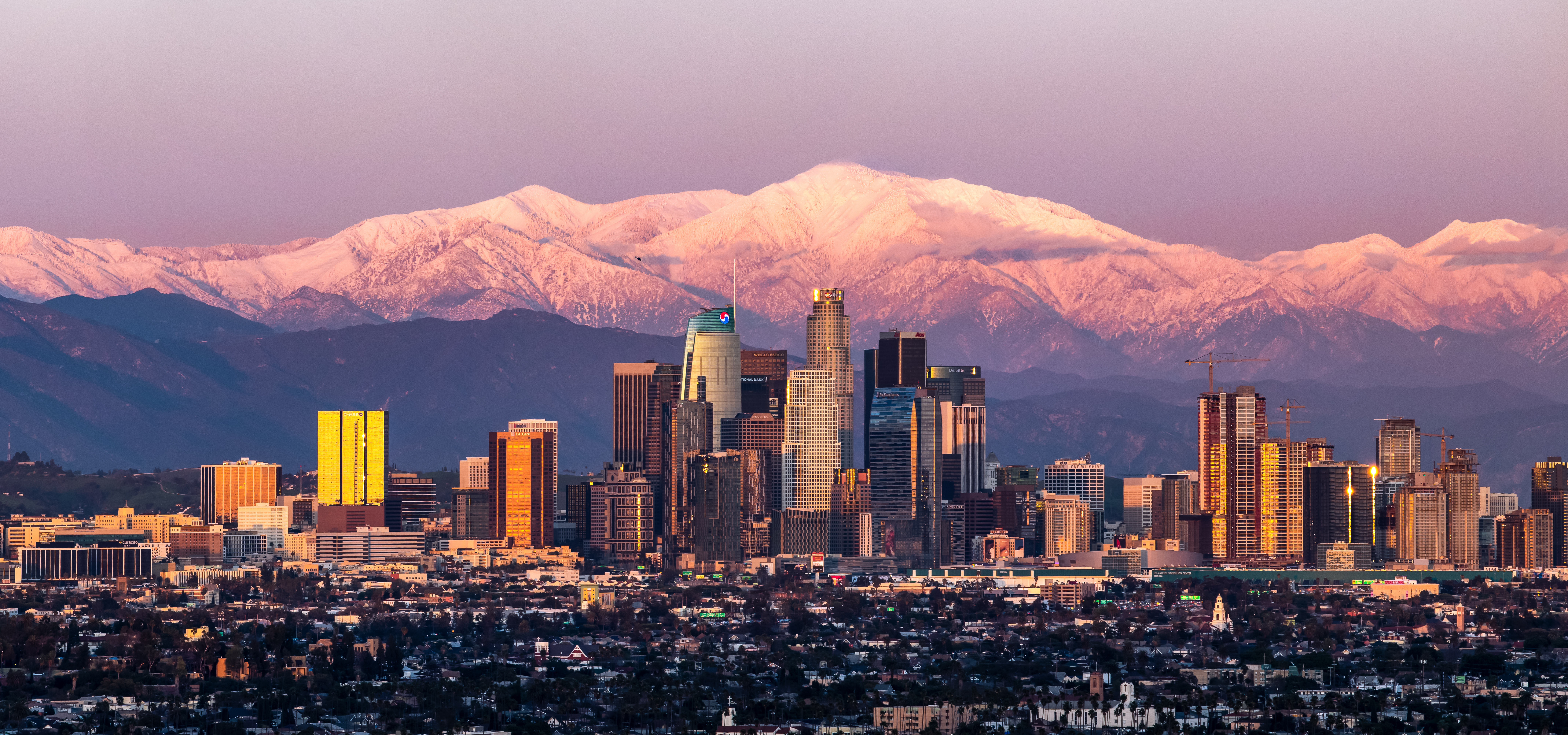
لوس أنجلوس

### السكان
أمريكا الشمالية هي رابع قارة من حيث عدد السكان بعد آسيا وأفريقيا وأوروبا. وأكبر دولها من حيث عدد السكان هي الولايات المتحدة مع 332 مليون نسمة. ثم المكسيك ويبلغ عدد سكانها 128 مليون نسمة. ثم كندا ويبلغ عدد السكان 37.0 مليون. غالبية الدول الجزرية الكاريبية يبلغ عدد سكانها أقل من مليون نسمة، على الرغم من أن عدد سكان كل من كوبا وجمهورية الدومينيكان وهايتي وبورتوريكو (إقليم تابع للولايات المتحدة) وجامايكا وترينيداد وتوباغو يزيد عن مليون نسمة. ويبلغ عدد سكان جرينلاند 55,984 نسمة نظرًا لحجمها الهائل (2,166,000 كم2) لديها أدنى كثافة سكانية في العالم عند 0.026 نسمة / كم 2 (0.067 نسمة / ميل 2).

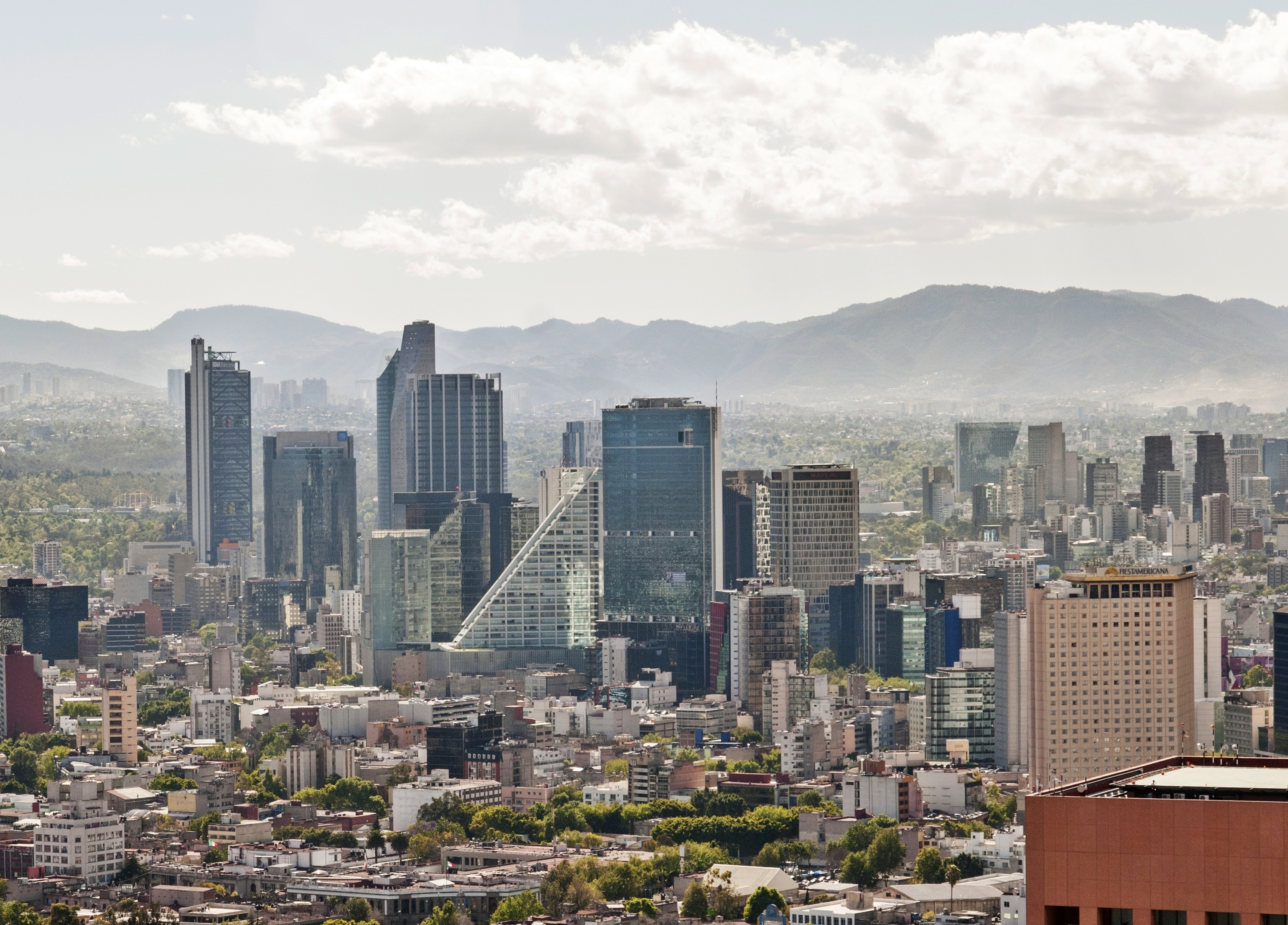
مدينة مكسيكو هي المدينة الأكثر اكتظاظا بالسكان في المكسيك وأمريكا الشمالية وسادس أكبر منطقة حضرية في العالم.

وبينما تحتفظ الولايات المتحدة وكندا والمكسيك بأكبر عدد من السكان، لا يقتصر عدد سكان المدن الكبيرة على تلك الدول. هناك أيضًا مدن كبيرة في منطقة البحر الكاريبي. وأكبر مدن في أمريكا الشمالية مكسيكو سيتي ونيويورك. وهما المدينتان الوحيدتان في القارة التي يتجاوز عدد سكانها ثمانية ملايين. تليها في الحجم لوس أنجلوس وتورنتو، وشيكاغو وهافانا وسانتو دومينغو ومونتريال.
| المدينة     | البلد            | السكان    |
| ----------- | ---------------- | --------- |
| مكسيكو سيتي | المكسيك          | 8.918.653 |
| نيويورك     | الولايات المتحدة | 8.537.673 |
| لوس أنجلوس  | الولايات المتحدة | 3.976.322 |
| تورنتو      | كندا             | 2,731,571 |
| هافانا      | كوبا             | 2,141,652 |
| شيكاغو      | الولايات المتحدة | 2.722.389 |
| هيوستن      | الولايات المتحدة | 2.303.482 |
| إيكاتيبيك   | المكسيك          | 1.655.015 |
| مونتريال    | كندا             | 1,649,519 |
| فيلادلفيا   | الولايات المتحدة | 1.526.006 |

### الأعراق
الأمريكان القدماء أو الأمريكان الأصليون (بالإنجليزية: Native Americans)‏ أو الهنود الأمريكان (بالإنجليزية: American Indians, Amerindians, Amerinds)‏ أو الهنود الحمر (بالإنجليزية: Red Indians)‏ هي أسماء تطلق على السكان الأصليين للأمريكيتين قبل عصر كريستوفر كولمبس وتطلق أيضاً على السلالات التي انحدرت عنهم. ويسمى هؤلاء أيضاً في كندا بالأمم الأولى. سمٌوا أولاً بالهنود لأن كريستوفر كولمبس ظن خطأ انه وصل إلى جزر الهند الشرقية عندما اكتشف العالم الجديد، ثم سموا فيما بعد بالهنود الحمر والهنود الأمريكيين تمييزاً لهم عن الهنود الآسيويين.
تعدّ أمريكا الشمالية أكبر تجمع سكاني يوجد به تنوع عرقي من جنسيات مختلفة. تحتوي القارة على ما يعادل 63.4% من السكان ذو البشرة البيضاء، 12.6% من السكان ذو البشرة الداكنة، 16.3% من العرق اللاتيني القادم من أمريكا الجنوبية، و 4.8% من سكانها من أصل شرق آسيوي. 5.8% من سكان أمريكا الشمالية غير مصنفي الجنسية لتنوع جنسياتهم واختلافها.

## القطاعات الاقتصادية

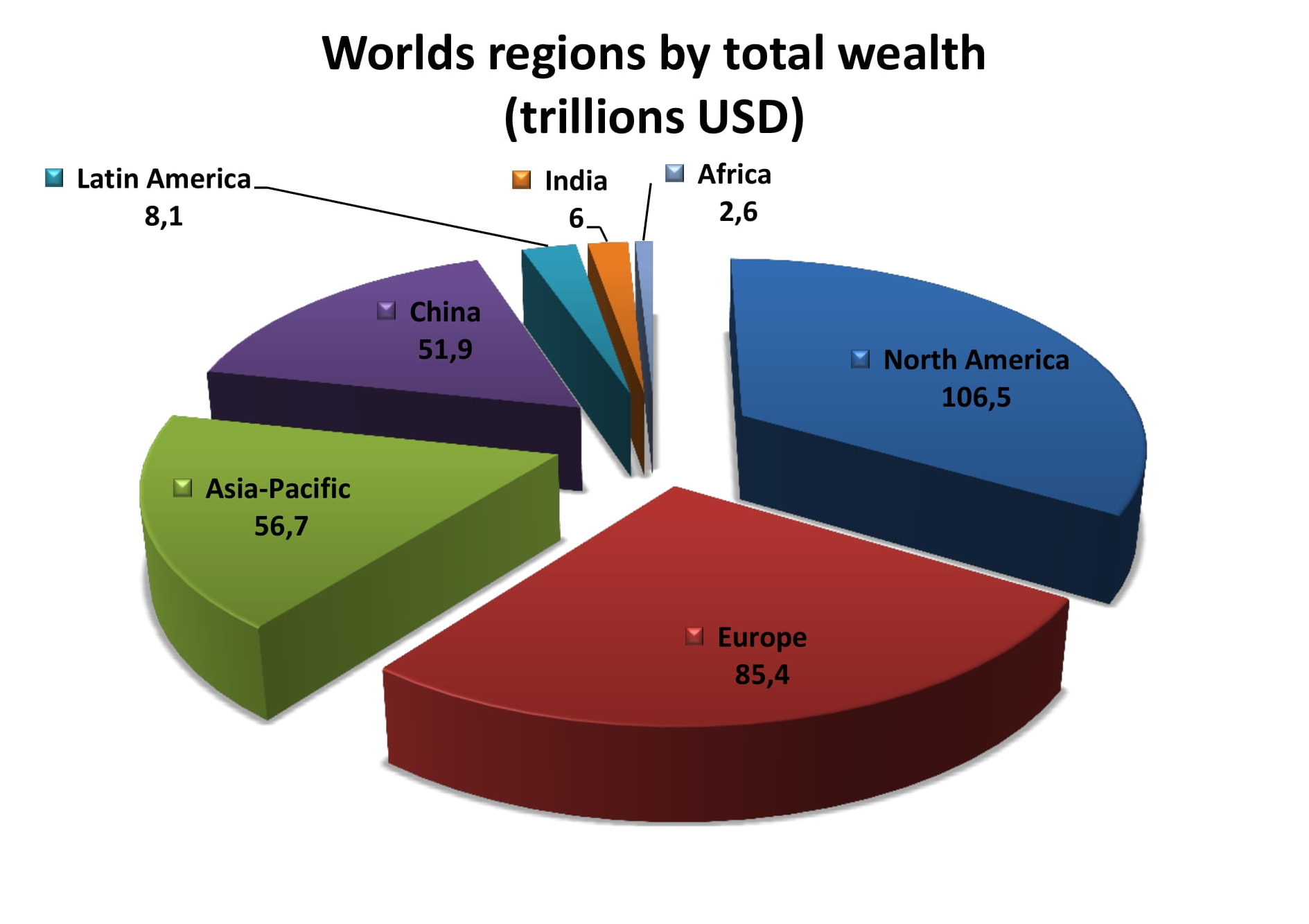
مناطق العالم من حيث الثروة الإجمالية (بتريليونات الدولار الأمريكي)، 2018

تعدّ كندا والولايات المتحدة هما الأكثر ثراء والدول الأكثر المتقدمة في القارة، تليهما المكسيك، والبلدان الصناعية الجديدة. إن بلدان أمريكا الوسطى ومنطقة البحر الكاريبي على مختلف المستويات من التنمية الاقتصادية والبشرية. على سبيل المثال، دول الكاريبي الصغيرة (الجزر) مثل بربادوس، وترينيداد وتوباغو، وأنتيغوا وبربودا لديها أعلى ناتج المحلي الإجمالي (PPP) للفرد الواحد من سكان المكسيك بسبب صغر مساحات هذه الدول، وبنما وكوستاريكا لديها أعلى مؤشر التنمية البشرية والناتج المحلي الإجمالي من بقية دول أمريكا الوسطى.
وتم تقدير نصيب الفرد من الناتج المحلي الإجمالي لأمريكا الشمالية في أكتوبر 2016 من قبل صندوق النقد الدولي ليكون 41,830 دولارًا أمريكيًا، مما يجعلها أغنى قارة في العالم.
وتمتلك كندا والمكسيك والولايات المتحدة أنظمة اقتصادية قوية ومتنوية. وتمتلك الولايات المتحدة أكبر اقتصاد بين البلدان الثلاثة وفي العالم. في عام 2016، كان نصيب الفرد من إجمالي الناتج المحلي في الولايات المتحدة 57,466 دولار أمريكي ووفقًا للبنك الدولي، هو الاقتصاد الأكثر تطورًا من الناحية التكنولوجية بين الثلاثة. ويشكل قطاع الخدمات في الولايات المتحدة 77٪ من الناتج المحلي الإجمالي للبلاد (المقدّر في 2010)، وتشكل الصناعة 22٪ والزراعة 1.2٪. ويعد الاقتصاد الأمريكي أيضًا أسرع الاقتصادات نموًا في أمريكا الشمالية والأمريكتين ككل، مع أعلى نصيب للفرد من الناتج المحلي الإجمالي في الأمريكتين أيضًا.
وتظهر كندا نموًا كبيرًا في قطاعات الخدمات والتعدين والتصنيع. ونصيب الفرد من الناتج المحلي الإجمالي الكندي قُدِّر بـ 44,656 دولارًا أمريكيًا وكان يحتل المركز الحادي عشر من حيث الناتج المحلي الإجمالي الاسمي في عام 2014. ويشكل قطاع الخدمات الكندي 78٪ من الناتج المحلي الإجمالي للبلاد (المقدّر في عام 2010)، وتشكل الصناعة 20٪ وتشكل الزراعة 2٪.
يبلغ نصيب الفرد من الناتج المحلي الإجمالي في المكسيك 16,111 دولارًا أمريكيًا، واعتبارًا من عام 2014 كان اقتصاد المكسيك الرابع عشر من حيث الناتج المحلي الإجمالي الاسمي في العالم. مصادر الدخل الرئيسية هي النفط والصادرات الصناعية والسلع المصنعة والإلكترونيات والصناعات الثقيلة والسيارات والبناء والأغذية والخدمات المصرفية والمالية.
تتجمع جميع دول أمريكا الشمالية في ثلاثة منظمات إقتصادية رئيسية. هذه المناطق هي اتفاقية التجارة الحرة لأمريكا الشمالية، والجماعة الكاريبية، والسوق المشتركة لأمريكا الوسطى. وبالإضافة إلى التكتلات التجارية الأكبر، هناك اتفاقية التجارة الحرة بين كندا وكوستاريكا من بين العديد من علاقات التجارة الحرة الأخرى.
تشكل اتفاقية التجارة الحرة لأمريكا الشمالية واحدة من أكبر أربع تكتلات تجارية في العالم. وتم تأسيسها في عام 1994 من أجل التجانس الاقتصادي وإزالة حواجز التجارة والاستثمار الأجنبي بين كندا والولايات المتحدة والمكسيك. في حين أن كندا والولايات المتحدة أجرت بالفعل أكبر علاقة تجارية ثنائية في العالم، وسمحت العلاقات التجارية بين كندا والولايات المتحدة بالفعل بالتجارة دون الضرائب والتعريفات الجمركية الوطنية، وسمحت الاتفاقية للمكسيك بتجربة مماثلة معفاة من الرسوم الجمركية. سمحت اتفاقية التجارة الحرة بإلغاء التعريفات الجمركية التي كانت سارية في السابق على التجارة بين الولايات المتحدة والمكسيك.وزاد من حجم التجارة بشكل مطرد سنويًا وفي عام 2010، وصلت التجارة بين الدول الثلاثة إلى زيادة تاريخية بلغت 24.3٪ أو 791 مليار دولار أمريكي. والناتج المحلي الإجمالي للكتلة التجارية هو الأكبر في العالم حيث يبلغ 17.617 تريليون دولار أمريكي. ويُعزى ذلك جزئيًا إلى حقيقة أن اقتصاد الولايات المتحدة هو أكبر اقتصاد وطني في العالم. بلغ الناتج المحلي الإجمالي الاسمي للبلاد حوالي 14.7 تريليون دولار في عام 2010. تعد دول نافتا أيضًا من أكبر الشركاء التجاريين لبعضها البعض. حيث تعد الولايات المتحدة هي أكبر شريك تجاري لكندا والمكسيك. بينما تعد كندا والمكسيك ثالث أكبر شريك تجاري للآخر.
دخلت الكتلة التجارية الكاريبية حيذ التنفيذ في اتفاق في عام 1973 عندما وقعت عليها 15 دولة كاريبية. واعتبارًا من عام 2000، بلغ حجم تجارة الجماعة الكاريبية 96 مليار دولار أمريكي. سمحت الجماعة الكاريبية أيضًا بإنشاء جواز سفر مشترك للدول المنتسبة.
وحدث تكامل اقتصادي بين دول أمريكا الوسطى في ظل توقيع اتفاقية السوق المشتركة لأمريكا الوسطى في عام 1961؛ كانت هذه المحاولة الأولى لإشراك دول هذه المنطقة في تعاون مالي أقوى. تم توقيع اتفاقية التجارة الحرة لأمريكا الوسطى من قبل خمس دول في أمريكا الوسطى وجمهورية الدومينيكان والولايات المتحدة. النقطة المحورية للمنظومة هي إنشاء منطقة تجارة حرة مماثلة لتلك الموجودة في نافتا.

### الزراعة
الزراعة مهمة جدا في أمريكا الوسطى ودول الكاريبي. في غرب كندا، في مقاطعات ساسكاتشيوان وألبرتا، كولومبيا البريطانية، ومانيتوبا، يزرع القمح ومختلف المنتجات الزراعية الرئيسية الأخرى. وتعد منطقة وسط المكسيك أحد أهم المناطق الزاعية في أمريكا الشمالية حيث تنتج العديد من الفواكة الاستوائية والخضروات
القارة من القارات الرئيسية في الإنتاج الزراعي وأكبر الزراعات هي الذرة والقمح والشعير والرز في الولايات المتحدة حيث ينتشر زراعة الذرة في السهول والمرتفعات الممتدة من غرب كارولينا الشمالية إلى جبال روكي وأما كندا فيعد زراعة القمح من أهم الزراعات في البلد حيث ينتشر في جنوب البلد وفي الشرق والمكسيك يشتهر بانتاج البقوليات والحبوب وبالنسبة لزراعة الفواكه فنتج القارة ملايين الأطنان من الفواكه كالحمضيات والعنب والتفاح والزيتون وغيره من الفواكه إضافتاً إلى التمر الذي يزرع في فلوريدا والموز في أمريكا الوسطى وبالأخص في كوستاريكا وجزر هاواي وعلى العموم يتميز القارة بزيادة الغلة الزراعية للارض أي زيادة كمية الإنتاج في الأرض بسبب اتباع الوسائل الحديثة في الزراعة كالاسمدة الكيميائية وتحسين الحبوب والري الحديث وغيره من وسائل الإنتاج الحديثة وأما بالنسبة للثروة الحيوانية فيعد الأبقار والخنازير والغنم أبرز منتجات القارة، إذ يحتل حوالي 95% من الثروة الحيوانية ما عدا السمك الذي يتم صيده ويشتهر القارة بكثير من المصايد وكثرة الصيد البحري.

### التصنيع
وقد شهد الصناعات بكافة انواعه نمواً كبيرا بعد الحرب العالمية الثانية بعد تراجع كل من أوروبا والاتحاد السوفيتي واليابان وأكبر القطاعات الصناعية تطوراً، هي التصنيع العسكري، وصناعة السيارات، وتصفية وتصنيع المنتجات النفطية، بالإضافة إلى التعليب وصناعة الحديد والصلب والسفن وغيره من الصناعات الثقيلة، حيث كانت القارة تأتي في مقدمة القارات بعد أوروبا في التطور الصناعي. وأما بالنسبة للولايات المتحدة الأمريكية فهي أكثر البلدان تطوراً صناعيا..

### السياحة
السياحة هي في غاية الأهمية بالنسبة لاقتصادات منطقة البحر الكاريبي، حيث أنها تحتوي على العديد من الشواطئ، وتتمتع بمناخ دافئ. التزحلق على الجليد في كندا والولايات المتحدة مهم أيضاً. السياحة في المتنزهات الوطنية والمعالم الطبيعية، مثل جبل رشمور وغراند كانيون في الولايات المتحدة، وشلالات نياغارا وبحيرة الركام في كندا، والمساهمة في الاقتصاد في هذه المناطق.

## هوامش
- ملاحظة 1: يطلق عليها (بالإنجليزية: North America)‏؛ (بالإسبانية: América del Norte or Norteamérica)‏؛ (بالفرنسية: Amérique du Nord)‏؛ (بالهولندية: Noord-Amerika)؛ (بالبابيامنتو: Nort Amerika)؛ (الغرينلاندية: Amerika Avannarleq)